# 명지국제신도시
명지국제신도시(鳴旨國際新都市) 혹은 부산진해경제자유구역 명지지구는 부산광역시 강서구에 개발 예정인 국제 신도시이다. 대한민국 인천광역시에 조성중인 송도국제도시와 비슷한 역할을 할 것으로 보이며, 공사는 1단계와 2단계로 나누어 진행 중이다. 수용인구는 8만명 정도이며, 국제신도시답게 외국 기업이나 업무시설, 연구소, 교육기관, 학교 등을 유치중이다. 대표적으로 유치된 외국 시설 중 독일의 프리드리히 알렉산더 대학을 포함한 글로벌 캠퍼스 타운이 있다.앞으로도 명지국제신도시는 많은 주거시설과 상가시설이 생길 전망이다

## 같이 보기
- 명지 더샵 퍼스트월드